# Ahoy

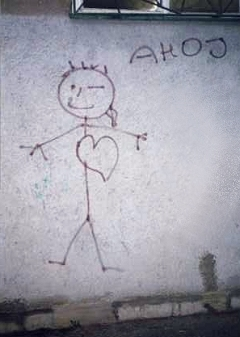
Graffiti no muro de uma casa em Bratislava esboçando uma garota e a palavra Ahoj.

Ahoy ([əˈhɔɪ]) é uma interjeição utilizada para sinalizar navios ou barcos derivada do grito em inglês médio, "Hoy!". A chamada foi considerada ultrapassada, mas voltou a tornar-se mais comum com o aumento da popularidade dos esportes de barco à vela. A conotação de ahoi é utilizada como saudação, advertência ou forma de despedida. Na tradição alemã, ahoi é utilizado como saudação regional no período carnavalesco durante o entrudo.
A denominação marítima é semelhante em pronúncia e grafia em várias línguas. A palavra ahoj é comum na República Tcheca e na Eslováquia como saudação coloquial, enquanto que "Hoi" é usado no neerlandês moderno como uma saudação informal equivalente ao "oi" ou "ei" do português.
Nas linhas telefônicas dos Estados Unidos, o inventor Alexander Graham Bell propôs a utilização da palavra ahoy para iniciar uma conversa, mas a intenção não prevaleceu contra o hello (em português: oi, olá, alô) sugerido por Thomas Alva Edison.

## Formas arcaicas e desenvolvimento

### "a, hoy, hoay"

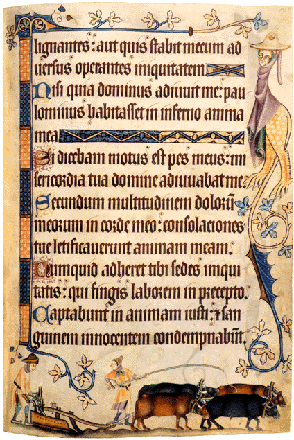
Piers the Plowman, conduzindo bois, em um saltério do século XIV.

Ahoy é uma combinação do chamado hoy mais o som "a", presumidamente adicionado para chamar mais atenção para o grito. Hoy! era um chamado para conduzir o rebanho. O mais antigo exemplo é de William Langland no seu poema épico de 1393, Piers the Ploughman, a palavra aparece pela primeira vez no inglês médio: ' And holpen to erie þis half acre with 'hoy! troly! lolly! ', que, traduzido grosseiramente para o inglês moderno seria: "And helped to plow this half acre with 'hoy! troly! lolly!" (em português: "E ajudaram a arar este meio acre com hoy! troly! lolly!).
Marinheiros utilizam a palavra "hoy" na forma de "hoay". O poeta escocês William Falconer, autor de um dicionário náutico, escreveu em 1769: "Se o capitão pretende dar alguma ordem para as pessoas no topo do mastro principal, ele chama "mastro, hoay!", no qual eles respondem "Holloa!"". Dois outros dicionários de 1805 ainda continham o chamado "hoay" e a resposta "holloa". Ahoy não aparece.
Funcionalmente relacionado com "hoy" há um grupo de chamados e saudações com sonoridade similar nas línguas germânicas: no inglês médio e moderno "hey" e "hi"; no alemão e holandês "hei"; no sueco, hej; e no holandês a saudação "hoi".
No russo antigo, "goy" era uma saudação padrão que ainda está presente nos contos de fadas folclóricos da Rússia.

## Tcheco e eslovaco
No tcheco e eslovaco, "Ahoj" é uma saudação informal comum, comparável ao "Olá". A expressão foi emprestada do inglês e tornou-se popular entre pessoas engajadas em esportes náuticos. Ela ganhou ampla aceitação desde a década de 1930.
Embora a evidência histórica seja limitada, sabe-se que viquingues usavam o Rio Danúbio ("Dunaj", em eslovaco) para rotas de comércio, o que poderia levar a algumas especulações de que a palavra Ahoj pode ter uma origem mais antiga nas cidades da região ao longo da costa do rio.

## Cultura popular
Um recente ressurgimento da popularidade do termo tem resultado de seu uso pelo personagem do seriado americano The Simpsons, Montgomery Burns, que muitas vezes atende o telefone com a saudação "Ahoy-hoy". O uso atual do extinto Ahoy-hoy, em vez do padrão "alô", é uma pequena piada referente a idade muito avançada do Mr. Burns.
O termo também é usado na música "Reise, Reise" da banda alemã Rammstein.
Há também referência ao termo no seriado norte americano How I Met Your Mother, onde o personagem conhecido como Captain (Capitão), atende aos telefonemas com a interjeição "Ahoy".
O cantor brasileiro Edu Falaschi compôs uma música em seu albúm Vera Cruz chamada "Land Ahoy" onde retrata uma nau portuguesa chegando ao Brasil e o marujo que fica na vigilia grita "Land Ahoy" com o significado de "Terra à vista".